# San Pedro Nexapa
San Pedro Nexapa, eller bara Nexapa, är en ort i Mexiko, tillhörande kommunen Amecameca i den östra delen av delstaten Mexiko, i den centrala delen av landet. Orten hade 4 633 invånare vid folkräkningen 2010, och är det näst största samhället i kommunen.
San Pedro Nexapa ligger sydost om kommunhuvudstaden Amecameca de Juárez på sluttningarna mellan vulkanerna Iztaccihuatl och Popocatépetl, och är det närmsta större samhället på västra sidan av de båda vulkanerna.